# Edoardo Tholosano
Edoardo Giuseppe Maria Tholosano, Barone di Valgrisanche, (Fossano, 18 novembre 1808 – Torino, 22 aprile 1887) è stato un politico e ammiraglio italiano.

## Biografia
Nacque a Fossano, provincia di Cuneo, il 18 novembre 1808, figlio di Lodovico e Maria Delpiazza.
Entrato a far parte della Marina Sarda giovanissimo, nel 1820, frequentò la Scuola di Marina di Genova, conseguendo la nomina a guardiamarina nel 1824. Prese parte alla spedizione contro Tripoli del 1825, imbarcato sulla fregata Commercio di Genova, distinguendosi in quella occasione al comando di una imbarcazione durante lo sbarco del battaglione "Real Navi". Promosso luogotenente di vascello, nel 1836 partecipò alla campagna navale nell'America del Sud condotta dalla fregata Euridice, che terminò nel 1838. Promosso primo luogotenente di vascello, fu comandante dell'avviso a ruote Gulnara (1839-1841), dell'avviso goletta Staffetta e del brigantino Colombo (1843-1848), nave stazionaria nella acque del Rio della Plata. Promosso capitano di vascello nel 1848, come comandante della fregata a vela San Michele prese parte alle operazioni navali nel Mar Adriatico durante la prima guerra d'indipendenza italiana. Comandò in seguito le fregate Costituzione e Vittorio Emanuele e nel 1859, durante la campagna navale nel corso della seconda guerra d'indipendenza italiana, fu comandante della divisione navale piemontese aggregata alla flotta francese, comandata dal viceammiraglio Joseph Romain-Desfossés (avendo anche ai suoi ordini il capitano di vascello Carlo Pellion di Persano, con maggiore anzianità di servizio, ma allora caduto in disgrazia), operante nell'Alto Adriatico. Promosso contrammiraglio nell'ottobre del 1859, divenne direttore dell'arsenale militare di Genova e del C.R.E. (Corpo Reale Equipaggi) (1º aprile-10 luglio 1858, 11 gennaio-6 maggio 1859, 4 dicembre 1860-30 marzo 1861) e fu presidente del Consiglio d'amministrazione dei corsi della Regia Marina (1º gennaio-3 dicembre 1860).
Promosso viceammiraglio nell'aprile del 1861, in quell'anno fu nominato comandante in capo del 2° Dipartimento marittimo di Napoli, ricoprendo tale incarico sino al 1867, quando passò al comando del 1° Dipartimento navale di La Spezia. Nominato Senatore del Regno d'Italia nel marzo 1864, venne collocato a riposo il 16 novembre 1868 per motivi di salute. Si spense a Torino il 22 aprile 1887.